# Tweede Kamerverkiezingen in het kiesdistrict Sliedrecht

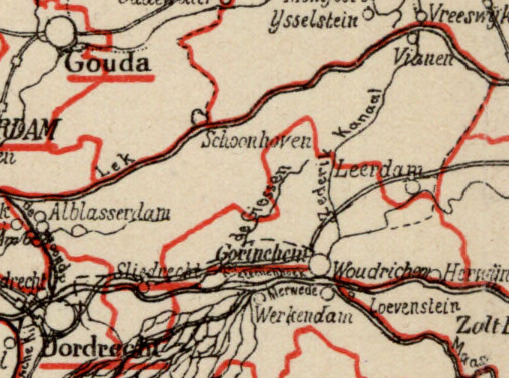
Kiesdistrict Sliedrecht (1888)

Tweede Kamerverkiezingen in het kiesdistrict Sliedrecht geeft een overzicht van verkiezingen voor de Nederlandse Tweede Kamer in het kiesdistrict Sliedrecht in de periode 1888-1918.
Het kiesdistrict Sliedrecht werd ingesteld na de grondwetsherziening van 1887. Tot het kiesdistrict behoorden de volgende gemeenten: Alblasserdam, Ameide, Bleskensgraaf, Brandwijk, Everdingen, Goudriaan, Groot-Ammers, Hagestein, Hei- en Boeicop, Langerak, Leerbroek, Leerdam, Lexmond, Meerkerk, Nieuw-Lekkerland, Nieuwpoort, Ottoland, Oud-Alblas, Peursum, Schoonrewoerd, Sliedrecht, Streefkerk, Tienhoven, Vianen en Wijngaarden.
Het kiesdistrict Sliedrecht vaardigde in deze periode per zittingsperiode één lid af naar de Tweede Kamer. 
Legenda
- cursief: in de eerste verkiezingsronde geëindigd op de eerste of tweede plaats, en geplaatst voor de tweede ronde;
- vet: gekozen als lid van de Tweede Kamer.

## 6 maart 1888
De verkiezingen werden gehouden na vervroegde ontbinding van de Tweede Kamer.
|                             | 6 maart |
| --------------------------- | ------- |
| Kiesgerechtigden            | 3.344   |
| Opkomst                     | 2.864   |
| Geldige stemmen             | 2.850   |
| Blanco stemmen              | 7       |
| Kandidaten                  |         |
| B.J.L. de Geer van Jutphaas | 1.585   |
| K. van Wijngaarden          | 1.237   |

## 9 juni 1891
De verkiezingen werden gehouden na ontbinding van de Tweede Kamer.
|                             | 9 juni |
| --------------------------- | ------ |
| Kiesgerechtigden            | 3.384  |
| Opkomst                     | 2.790  |
| Geldige stemmen             | 2.776  |
| Blanco stemmen              | 12     |
| Kandidaten                  |        |
| B.J.L. de Geer van Jutphaas | 1.642  |
| J. Lels                     | 1.127  |

## 10 april 1894
De verkiezingen werden gehouden na vervroegde ontbinding van de Tweede Kamer.
|                               | 10 april | 24 april |
| ----------------------------- | -------- | -------- |
| Kiesgerechtigden              | 3.438    | 3.438    |
| Opkomst                       | 2.223    | 2.631    |
| Geldige stemmen               | 2.200    | 2.590    |
| Blanco stemmen                | 20       | 37       |
| Kandidaten                    |          |          |
| A. Kuyper                     | 1.071    | 1.340    |
| J.A. van Haaften              | 554      | 1.250    |
| G.J.T. Beelaerts van Blokland | 545      |          |

## 15 juni 1897
De verkiezingen werden gehouden na ontbinding van de Tweede Kamer.
|                   | 15 juni |
| ----------------- | ------- |
| Kiesgerechtigden  | 6.121   |
| Opkomst           | 4.470   |
| Geldige stemmen   | 4.364   |
| Blanco stemmen    | 106     |
| Kandidaten        |         |
| A. Kuyper         | 2.409   |
| C.B. Wisboom      | 1.005   |
| G. van Herwaarden | 950     |

## 14 juni 1901
De verkiezingen werden gehouden na ontbinding van de Tweede Kamer.
|                  | 14 juni |
| ---------------- | ------- |
| Kiesgerechtigden | 5.919   |
| Opkomst          | 3.775   |
| Geldige stemmen  | 3.668   |
| Blanco stemmen   | 107     |
| Kandidaten       |         |
| A. Kuyper        | 2.311   |
| D. de Klerk      | 1.357   |

## 20 augustus 1901
Abraham Kuyper, gekozen bij de verkiezingen van 14 juni 1901, nam zijn benoeming niet aan vanwege zijn toetreding op 1 augustus 1901 tot het na de verkiezingen geformeerde kabinet-Kuyper. Om in de ontstane vacature te voorzien werd een naverkiezing gehouden.
|                         | 20 augustus |
| ----------------------- | ----------- |
| Kiesgerechtigden        | 5.919       |
| Opkomst                 | 3.358       |
| Geldige stemmen         | 3.312       |
| Blanco stemmen          | 46          |
| Kandidaten              |             |
| A.D.P.V. van Löben Sels | 2.166       |
| B.H. Heldt              | 1.146       |

## 16 juni 1905
De verkiezingen werden gehouden na ontbinding van de Tweede Kamer.
|                  | 16 juni | 28 juni |
| ---------------- | ------- | ------- |
| Kiesgerechtigden | 7.135   | 7.135   |
| Opkomst          | 5.991   | 6.430   |
| Geldige stemmen  | 5.878   | 6.362   |
| Blanco stemmen   | 113     | 68      |
| Kandidaten       |         |         |
| T. Heemskerk     | 2.827   | 3.270   |
| H. Smissaert     | 2.046   | 3.092   |
| J. Ankerman      | 750     |         |
| L.M. Hermans     | 255     |         |

## 13 maart 1908
Theo Heemskerk, gekozen bij de verkiezingen van 28 juni 1905, trad op 11 februari 1908 af vanwege zijn toetreding tot het na een kabinetscrisis geformeerde kabinet-Heemskerk. Om in de ontstane vacature te voorzien werd een tussentijdse verkiezing gehouden.
|                  | 13 maart |
| ---------------- | -------- |
| Kiesgerechtigden | 8.443    |
| Opkomst          | 6.438    |
| Geldige stemmen  | 6.369    |
| Blanco stemmen   | 69       |
| Kandidaten       |          |
| J. van der Molen | 3.643    |
| H. Smissaert     | 2.414    |
| H. Spiekman      | 312      |

## 11 juni 1909
De verkiezingen werden gehouden na ontbinding van de Tweede Kamer.
|                                  | 11 juni |
| -------------------------------- | ------- |
| Kiesgerechtigden                 | 8.571   |
| Opkomst                          | 6.453   |
| Geldige stemmen                  | 6.368   |
| Blanco stemmen                   | 85      |
| Kandidaten                       |         |
| J. van der Molen                 | 3.650   |
| F.W.J.G. Snijder van Wissenkerke | 2.314   |
| H. Spiekman                      | 404     |

## 17 juni 1913
De verkiezingen werden gehouden na ontbinding van de Tweede Kamer.
|                     | 17 juni |
| ------------------- | ------- |
| Kiesgerechtigden    | 8.814   |
| Opkomst             | 6.651   |
| Geldige stemmen     | 6.548   |
| Blanco stemmen      | 103     |
| Kandidaten          |         |
| J. van der Molen    | 3.445   |
| W.W. van der Meulen | 2.542   |
| A. Dijkgraaf        | 561     |

## 15 juni 1917
De verkiezingen werden gehouden na ontbinding van de Tweede Kamer.
|                  | 15 juni |
| ---------------- | ------- |
| Kiesgerechtigden | 9.503   |
| Kandidaten       |         |
| J. van der Molen |         |

De zeven in de vorige Tweede Kamer vertegenwoordigde partijen hadden afgesproken in elkaars kiesdistricten geen tegenkandidaten te stellen. Van der Molen was derhalve de enige kandidaat; hij werd zonder nadere stemming gekozen verklaard.

## Opheffing
De verkiezing van 1917 was de laatste verkiezing voor het kiesdistrict Sliedrecht. In 1918 werd voor verkiezingen voor de Tweede Kamer overgegaan op een systeem van evenredige vertegenwoordiging met kandidatenlijsten van politieke partijen.